# Ludwig von Jazdzewski
Ludwig von Jazdzewski (poln. Ludwik Józef Walenty Jażdżewski) (* 10. Februar 1838 in Posen; † 23. Januar 1911 in Berlin) war ein polnischer katholischer Theologe und Politiker der polnischen Minderheit im Deutschen Kaiserreich.

## Leben
Ludwig von Jazdzewski besuchte das Gymnasium St. Maria Magdalena in Posen und die theologischen Seminare in Posen und Gnesen. Anschließend studierte er Katholische Theologie an der Ludwig-Maximilians-Universität München. Dort promovierte er 1861 zum Dr. theol. Anschließend unternahm er ausgedehnte Reisen durch ganz Europa. Ebenfalls 1861 wurde er zum Priester geweiht. Er war zunächst Religionslehrer in Posen und Krotoschin, später Domprediger an der Johanneskathedrale (Warschau). Außerdem war Jadzewski Professor für Exegese an der Christlichen Theologischen Akademie Warschau. Für zwei Jahre war er apostolischer Missionar in England, bevor er 1866 Propst in Zduny wurde. Ab 1890 war er Propst des Kollegiatstifts in Schroda.
Jazdzewski veröffentlichte Zeno, Veronensis episcopus (Regensburg 1861) und einige Predigten und Reden drucken. Er war Mitglied der Historisch-literarischen Gesellschaft Paris.
Jazdzewski gehörte von 1874 bis zu seinem Tod dem Preußischen Abgeordnetenhaus an. 1872–1874, 1878–1897 und 1890–1898 war er auch Mitglied des Deutschen Reichstages. In beiden Parlamenten gehörte er der polnischen Fraktion an. Er beteiligte sich vor allem an Debatten über Kirchen- und Schulfragen.